# Râul Enns
Râul Enns este un afluent cu o lungime de 254 km de pe versantul de sud al Dunării. Cursul său inferior face graniță între landurile Austria Superioară și Austria Inferioară, debitul mediu măsurat pe cursul său mijlociu atinge  201 m³/s, ceace a făcut să fie construite pe râu o serie de hidrocentrale. Cursul său superior urmează o vale lungă paralelă cu lanțul muntos separând zona geologică de cristalin Alpilor Orientali Centrali de zona calcaroasă a Alpilor Calcaroși de Nord.

## Localități traversate
- Radstadt
- Admont
- Gröbming
- Liezen
- Schladming
- Haus im Ennstal
- Selzthal
- Enns
- Garsten
- Großraming
- Steyr
- Ternberg
- Weyer

## Hidrocentrale
- Garsten - Sankt Ulrich bei Steyr
- Großraming
- Losenstein
- Mühlrading
- Rosenau
- Schönau
- St. Pantaleon (pe canalul Enns-Donau)
- Staning
- Ternberg
- Weyer Markt